# Laser Jesus
Laser Jesus (1988–1994) är ett rock- och performanceband bildat av Per Simonsson (sång & bas), Per-Olof Mazetti (trummor) och Hasse Pihl (saxofon). Några månader efter starten kom Mårten Hultgren (bleckblås & gitarr) och Fredrik Ottedag (gitarr) med. Debuten kom senare detta år med en musik-kassett med spår som Diesel Death, Cannibal Ball och King Overhead. Gruppen uppmärksammades för sin blandning av avantgarderock med inslag a punk, traditionell jazz och uppträdanden med inslag av performance. Laser Jesus turnerade extensivt i Sverige under åren 1988–1990, bland annat på Hultsfredsfestivalen 1989, radio, svensk tv och uppträdde även i internationella sammanhang som Arnhem Internationaal Audio Visual Experimenteel Festival (AVE) i Arnhem, Nederländerna.
Genombrott kom 1989 då bandet först kom med på samlingsalbumet Bommen Bandstand Vol 1 och sedan signades hos City Records i Stockholm och gav ut albumet In HI-FI. Bandet splittrades 1990 efter mycket turnerande och återuppstod 1994 för att spela in delar av albumet Religion, som senare ges ut postumt och lades sedan efter ett år ned för gott.
Per Simonsson, P-O Mazetti och Hasse Pihl har senare spelat tillsammans i bandet Luna Vermont och Fredrik Ottedag i bandet NBB - Niebelungen Blues Band.

## Diskografi
- 1989 Bommen Bandstand Vol 1. Samling.  (Diesel Death)
- 1989 In Hi-Fi . Album. City Records
- 1989 Dressed To Drink / D. O Man. Singel. City Records.
- 1989 Wake me up before you Go-Go / Diesel Death Singel. City Records